# Minoa lactearia
Minoa lactearia är en fjärilsart som beskrevs av Otto Staudinger 1922. Minoa lactearia ingår i släktet Minoa och familjen mätare. Inga underarter finns listade i Catalogue of Life.